# Bill Pullman
William James Pullman (Hornell, Steuben megye, New York, 1953. december 17.) amerikai színész.
Első szerepét az 1986-os Borzasztó emberek című vígjátékban kapta. Ezután olyan filmekben játszott, mint az Űrgolyhók (1987), Az alkalmi turista (1988), A szerelem hullámhosszán (1993), az Aludj csak, én álmodom (1995), a Casper, A függetlenség napja (1996) és a Lost Highway – Útvesztőben (1997).
Tévéfilmekben, illetve a 2000-es évektől sorozatokban is rendszeresen feltűnik. Fontosabb szerepe volt a Torchwood (2011) és A tettes (2017–2021) című műsorokban.
A filmezésen túl Pullman színpadi színészként is aktív, számos Broadway-darabban fellépett.

## Filmográfia

### Film
| Év   | Magyar cím                        | Eredeti cím                      | Szerep                       | Magyar hang            |
| ---- | --------------------------------- | -------------------------------- | ---------------------------- | ---------------------- |
| 1986 | Borzasztó emberek                 | Ruthless People                  | Earl Mott                    | Józsa Imre             |
| 1987 | Űrgolyhók                         | Spaceballs                       | Szóló Sztár (Lone Starr)     | Hegedűs D. Géza        |
| 1988 | A kígyó és a szivárvány           | The Serpent and the Rainbow      | Dennis Alan                  | Széles László          |
| 1988 | Rocket Gibraltár                  | Rocket Gibraltar                 | Crow Black                   |                        |
| 1988 | Az alkalmi turista                | The Accidental Tourist           | Julian                       | Csankó Zoltán          |
| 1989 | Piti csempészek                   | Cold Feet                        | Buck Latham                  |                        |
| 1990 |                                   | Brain Dead                       | Dr. Rex Martin               |                        |
| 1990 | Házinyúlra nem lövünk             | Sibling Rivalry                  | Nicholas Meany               | Szacsvay László        |
| 1990 | Házinyúlra nem lövünk             | Sibling Rivalry                  | Nicholas Meany               | Forgács Péter          |
| 1990 | Házinyúlra nem lövünk             | Sibling Rivalry                  | Nicholas Meany               | Kassai Károly          |
| 1990 | Fegyveres őrangyal                | Bright Angel                     | Bob                          | Faragó József          |
| 1990 | Tengeralattjáró akadémia          | Going Under                      | Biff Banner                  | Jakab Csaba            |
| 1991 | Szédítő végzet                    | Liebestraum                      | Paul Kessler                 |                        |
| 1992 | Harc az időért                    | Nervous Ticks                    | York Daley                   | Kulka János            |
| 1992 | Rikkancsok                        | Newsies                          | Bryan Denton                 | Hegedűs D. Géza        |
| 1992 | Micsoda csapat!                   | A League of Their Own            | Bob Hinson                   | Haás Vander Péter      |
| 1992 | Facérok                           | Singles                          | Dr. Jeffrey Jamison          |                        |
| 1993 | Sommersby                         | Sommersby                        | Orin Meecham                 | Sinkovits-Vitay András |
| 1993 | A szerelem hullámhosszán          | Sleepless in Seattle             | Walter                       | Bognár Zsolt           |
| 1993 | Bűvölet                           | Malice                           | Andy Safian                  | Háda János             |
| 1993 | Mr. Jones – Jogában áll meghalni  | Mr. Jones                        | építésvezető                 | Wohlmuth István        |
| 1994 | Egy kis szívesség                 | The Favor                        | Peter Whiting                | Kautzky Armand         |
| 1994 | Egy kis szívesség                 | The Favor                        | Peter Whiting                | Mihályi Győző          |
| 1994 | Wyatt Earp                        | Wyatt Earp                       | Ed Masterson                 | Juhász György          |
| 1994 | Végső csábítás                    | The Last Seduction               | Clay Gregory                 | Gesztesi Károly        |
| 1995 | Aludj csak, én álmodom            | While You Were Sleeping          | Jack Callaghan               | Rátóti Zoltán          |
| 1995 | Casper                            | Casper                           | Dr. James Harvey             | Dörner György          |
| 1996 | Szép szőke herceg                 | Mr. Wrong                        | Whitman Crawford             | Rosta Sándor           |
| 1996 | A függetlenség napja              | Independence Day                 | Thomas J. Whitmore elnök     | Rátóti Zoltán          |
| 1997 | Lost Highway – Útvesztőben        | Lost Highway                     | Fred Madison                 | Sinkovits-Vitay András |
| 1997 | Az erőszak vége                   | The End of Violence              | Mike Max                     | Haás Vander Péter      |
| 1998 | A magány-nyomozó                  | Zero Effect                      | Daryl Zero                   | Szakácsi Sándor        |
| 1999 | A szörny                          | Lake Placid                      | Jack Wells                   |                        |
| 1999 | Börtönpalota                      | Brokedown Palace                 | 'Yankee' Hank Green          | Forgács Péter          |
| 1999 | Éjszaka írt történelem            | Spy Games                        | Harry Howe/Ernie Halliday    | Rátóti Zoltán          |
| 2000 | A bűnös                           | The Guilty                       | Callum Crane                 | Dörner György          |
| 2000 | Titán – Időszámításunk után       | Titan A.E.                       | Joseph Korso kapitány (hang) | Kovács István          |
| 2000 | Telitalálat                       | Lucky Numbers                    | Pat Lakewood nyomozó         | Rátóti Zoltán          |
| 2000 | Telitalálat                       | Lucky Numbers                    | Pat Lakewood nyomozó         | Tarján Péter           |
| 2000 |                                   | A Man Is Mostly Water            | férfi                        |                        |
| 2001 | Gyilkos összeesküvés              | Ignition                         | Conor Gallagher              | Rosta Sándor           |
| 2002 | Fogd a lét és fuccs!              | 29 Palms                         | jegyárus                     |                        |
| 2002 | Minden jöhet                      | Igby Goes Down                   | Jason Slocumb                | Kőszegi Ákos           |
| 2002 | Minden jöhet                      | Igby Goes Down                   | Jason Slocumb                | Kerekes József         |
| 2002 | Minden jöhet                      | Igby Goes Down                   | Jason Slocumb                | Czvetkó Sándor         |
| 2003 |                                   | Rick                             | Rick                         |                        |
| 2004 | Az átok                           | The Grudge                       | Peter Kirk                   | Varga T. József        |
| 2005 | Kedves Wendy!                     | Dear Wendy                       | Krugsby rendőr               |                        |
| 2006 | Horrorra akadva 4.                | Scary Movie 4                    | Henry Hale                   | Tarján Péter           |
| 2006 | UFO-boncolás                      | Alien Autopsy                    | Morgan Banner                | Kőszegi Ákos           |
| 2007 | Váltság-Nobel-díj                 | Nobel Son                        | Max Mariner                  | Kőszegi Ákos           |
| 2007 | Piás polák bérgyilkos             | You Kill Me                      | Dave                         | Háda János             |
| 2008 | Aberrált élvezetek                | Surveillance                     | Sam Hallaway                 | Fazekas István         |
| 2008 | Borban az igazság                 | Bottle Shock                     | Jim Barrett                  | Kőszegi Ákos           |
| 2008 | Csodaországban                    | Phoebe in Wonderland             | Peter Lichten                | Forgács Péter          |
| 2008 |                                   | Your Name Here                   | William J. Frick             |                        |
| 2010 |                                   | Peacock                          | Edmund French                |                        |
| 2010 | A gyilkos bennem él               | The Killer Inside Me             | Billy Bob Walker             | Galbenisz Tomasz       |
| 2010 |                                   | Rio Sex Comedy                   | William                      |                        |
| 2011 |                                   | Bringing Up Bobby                | Kent                         |                        |
| 2012 |                                   | Lola Versus                      | Lenny                        |                        |
| 2013 |                                   | The Unbelievers (dokumentumfilm) | önmaga                       |                        |
| 2014 | Kerozin cowboyok                  | Red Sky                          | John Webster kapitány        |                        |
| 2014 |                                   | Cymbeline                        | Sicilius Leonatus            |                        |
| 2014 | A védelmező                       | The Equalizer                    | Brian Plummer                | Laklóth Aladár         |
| 2015 | BeSZERvezve                       | American Ultra                   | Raymond Krueger              | Rosta Sándor           |
| 2016 | A függetlenség napja – Feltámadás | Independence Day: Resurgence     | Thomas J. Whitmore elnök     | Rátóti Zoltán          |
| 2016 | LBJ                               | LBJ                              | Ralph Yarborough szenátor    |                        |
| 2016 | Menyasszony apró szépséghibával   | Brother Nature                   | Jerry Turley                 | Rosta Sándor           |
| 2017 |                                   | Walking Out                      | Clyde                        |                        |
| 2017 |                                   | The Ballad of Lefty Brown        | Lefty Brown                  |                        |
| 2017 |                                   | Trouble                          | Ben                          |                        |
| 2017 | A nemek harca                     | Battle of the Sexes              | Jack Kramer                  | Hirtling István        |
| 2018 | A védelmező 2.                    | The Equalizer 2                  | Brian Plummer                | Laklóth Aladár         |
| 2019 |                                   | The Coldest Game                 | Joshua Mansky                |                        |
| 2019 | Sötét vizeken                     | Dark Waters                      | Harry Dietzler               | Rosta Sándor           |
| 2020 | Pont az a dal                     | The High Note                    | Max                          | Rátóti Zoltán          |

### Televízió
| Év        | Magyar cím                               | Eredeti cím                       | Szerep                   | Megjegyzések                                 |
| --------- | ---------------------------------------- | --------------------------------- | ------------------------ | -------------------------------------------- |
| 1986      | Cagney és Lacey                          | Cagney & Lacey                    | Giordano doktor          | 1 epizód                                     |
| 1989      |                                          | Home Fires Burning                | Henry Tibbets            | tévéfilm                                     |
| 1990      | The Tracey Ullman Show                   | The Tracey Ullman Show            | Sheldon Moss             | 1 epizód                                     |
| 1992      | Őrült a szerelemben                      | Crazy in Love                     | Nick Symonds             | tévéfilm                                     |
| 1995      | Bukott angyalok                          | Fallen Angels                     | Rich Thurber             | 1 epizód                                     |
| 1996      | A törvény hevében                        | Mistrial                          | Steve Donohue            | - tévéfilm - magyar hangja: - Forgács Péter  |
| 1997      |                                          | Merry Christmas, George Bailey    | George Bailey            | tévéfilm                                     |
| 2000      | A virginiai férfi                        | The Virginian                     | virginiai férfi          | tévéfilm                                     |
| 2001      |                                          | Night Visions                     | Ben Darnell polgármester | 1 epizód                                     |
| 2004      | Riadó a fedélzeten                       | Tiger Cruise                      | Dolan                    | tévéfilm                                     |
| 2005      | Jelenések                                | Revelations                       | Richard Massey           | 6 epizód                                     |
| 2008      | Esküdt ellenségek: Különleges ügyosztály | Law & Order: Special Victims Unit | Kurt Moss                | 1 epizód                                     |
| 2010      |                                          | Nathan vs. Nature                 | Arthur                   | tévéfilm                                     |
| 2011      | Válság a Wall Streeten                   | Too Big to Fail                   | Jamie Dimon              | - tévéfilm - magyar hangja: - Kautzky Armand |
| 2011      |                                          | Innocent                          | Rusty Sabich             | tévéfilm                                     |
| 2011      | Torchwood                                | Torchwood: Miracle Day            | Oswald Danes             | 8 epizód                                     |
| 2012–2013 |                                          | 1600 Penn                         | Dale Gilchrist elnök     | 13 epizód                                    |
| 2017–2021 | A tettes                                 | The Sinner                        | Harry Ambrose nyomozó    | főszereplő (32 epizód)                       |
| 2021      | Halston                                  | Halston                           | David J. Mahoney         | 3 epizód                                     |
| 2023      | Tiszta bolond                            | This Fool                         | Curtis                   | 1 epizód                                     |
| 2023      |                                          | Murdaugh Murders: The Movie       | Alex Murdaugh            | 2 epizód                                     |

## Fordítás
- Ez a szócikk részben vagy egészben  a   Bill Pullman című angol Wikipédia-szócikk fordításán alapul.  Az eredeti cikk szerkesztőit annak laptörténete sorolja fel. Ez a jelzés csupán a megfogalmazás eredetét és a szerzői jogokat jelzi, nem szolgál a cikkben szereplő információk forrásmegjelöléseként.